# استودیو سولاکس

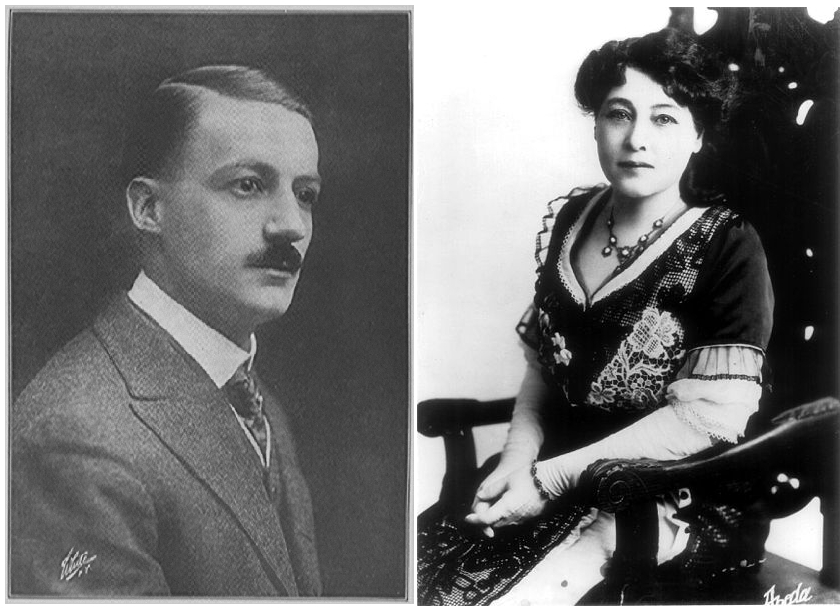
هربرت و آلیس گی-بلاش

استودیو سولاکس (به انگلیسی: Solax Studios) استودیوی آمریکایی فیلم سازی بود که سه نفر از کارمندان کمپانی فرانسوی گومون در سال ۱۹۱۰ آن را تأسیس کردند.
آلیس گی-بلاش همسر او هربرت بلاشه و شریک سوم به نام جورج اِی مَژی، مؤسسان این استودیو بودند.